# Lim Su-jeong
Lim Su-Jeong (Bucheon, 20 de agosto de 1986) é uma taekwondista sul-coreana campeã olímpica e mundial.
Lim Su-Jeong competiu nos Jogos Olímpicos de 2008, na qual conquistou a medalha de ouro.